# Portretul infantelui Don Carlos
Portretul infantelui Don Carlos, fratele regelui Filip al IV-lea (1607 - 1632), este o pictură în ulei pe pânză realizată de Diego Velázquez în jurul anilor 1626-1628. Pânza este păstrată la Muzeul Prado încă din 1827.

## Descriere
Potrivit lui José López-Rey, acesta ar putea fi unul dintre tablourile salvate de la incendiul Alcazarului Regal din Madrid din 1734 și înregistrat în inventar cu numărul 352 ca fiind al lui Velázquez și al cărui model ar fi fost confundat cu fratele său, regele. Înainte de a intra în colecția muzeului Prado, a fost expus la Academia Regală de Arte Plastice din San Fernando. Hernández Perera sugerează 1628 ca dată a realizării sale, din cauza bijuteriei care se află asupra infantelui. Ar putea fi un lanț de aur oferit de sora sa, infanta Maria, la cea de a douăzeci și una aniversarea a sa. Studiul tehnic realizat de muzeul Prado, pe de altă parte, arată o dată mai apropiată de 1626, așa cum a propus Enriqueta Harris, ceea ce face ca această pictură să fie mai apropiată de portretul lui Filip al IV-lea păstrat în muzeu.
Pânza este una dintre cele mai atractive și elegante portrete dintre cele realizate de Velázquez în primii săi ani la Madrid. În ea, Carlos de Austria adoptă o postură relaxată și elegantă. El stă în picioare, îmbrăcat într-o haină neagră cu împletituri gri. Portretul este îngrădit de un enorm lanț de aur, pus ca o curea de umăr, de care atârnă o lână aurie. Mâinile infantelui  sunt diferite. Cea din dreapta ține cu delicatețe o mănușă de un deget, cea din stânga, înmănușată, ține o pălărie de pâslă neagră.
Este un personaj obscur, opus lui Olivares. Vélasquez a realizat portretul prezentându-l pe infante galant, curat, poate puțin indolent, elegant în ținuta sa neagră împletită cu argint, precum și în postură. Acesta este aparent spontan - prin detaliul mănușii pe care o ține absent, cu mâna dreaptă -, dar plin de maiestuozitate. Vélasquez îl plasează într-un spațiu gol, scoțând în evidență personajul pe un fundal gri pe jumătate luminat unde doar o linie marchează limita dintre perete și podea. Acesta din urmă nu continuă nici măcar între picioare, radiografiile dezvăluind că a fost ștearsă voluntar.